# Hành vi tập thể

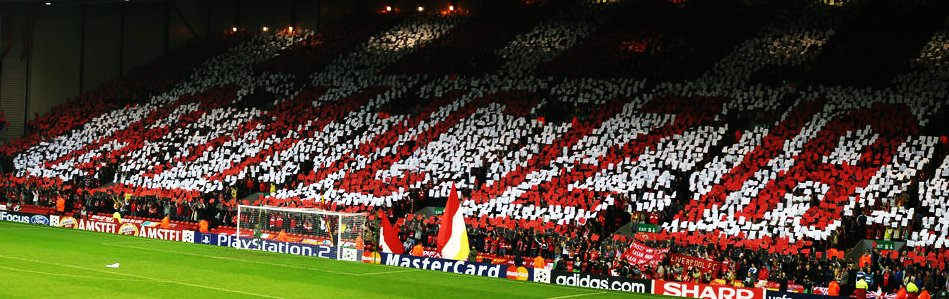
Đám đông trên sân vận động Heysel, Brussel, Bỉ trước trận chung kết cúp C1 năm 1985

Hành vi tập thể  trong xã hội học là những cảm xúc, suy nghĩ và hành động của một số đông người có tính chất tương đối nhất thời và không theo quy ước để phản ứng lại ảnh hưởng chung trong một tình huống nào đó. Hành vi tập thể rất đa dạng, từ tiếng hò reo của những cổ động viên bóng đá trên sân, mốt thời trang, tin đồn, dư luận cho đến sự nổi loạn của đám đông, phong trào quần chúng đòi thay đổi một điều gì đó... Khái niệm hành vi tập thể trong xã hội học khác với cách hiểu thông thường: hành vi của nhiều người là hành vi tập thể, ví dụ: hành vi của hai đội bóng đang thi đấu. 

## Định nghĩa
Về bản chất thì giống nhau nhưng có nhiều cách để định nghĩa hành vi tập thể:
- Hành vi tập thể là hành vi tương đối tức thời và phi cấu trúc của một nhóm người đang phản ứng lại một ảnh hưởng chung trong một tình huống có hơi mơ hồ (Neil Smelser)
- Hành vi tập thể là hành động, suy nghĩ và cảm xúc ở nhiều người và không tuân thủ tiêu chuẩn xã hội đã xác lập.[1]

## Tập thể, quần chúng và các dạng của hành vi tập thể

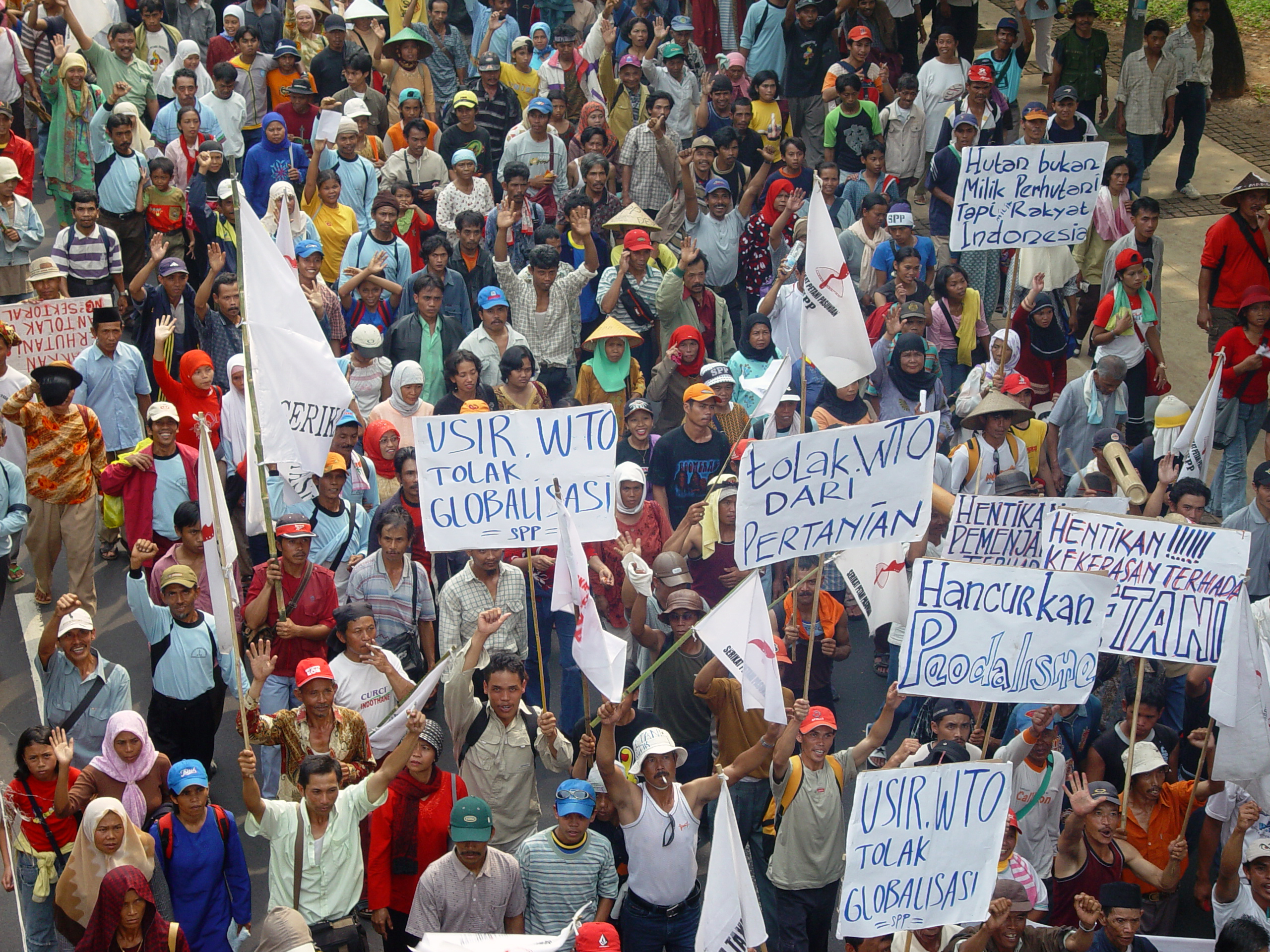
Một cuộc biểu tình của nông dân tại Jakarta, Indonesia

Hành vi tập thể diễn ra trong khuôn khổ xã hội là tập thể và quần chúng.
Tập thể: là số đông người có sự tương tác hạn chế với nhau và không có cùng tiêu chuẩn được xác định rõ và theo quy ước. Khác với tập thể xã hội, tập thể có tính chất nhất thời này có tương tác với nhau rất hạn chế (như trong một đám đông hỗn tạp) hay thậm chí không có tương tác trực tiếp với nhau (ví dụ trong một mốt thời trang nhất thời nào đó). Trong tập thể này, ranh giới xã hội không rõ ràng và các cá nhân không hoặc gần như không có ý thức tư cách thành viên (như đám đông đang xúm vào xem một tai nạn giao thông). Nếu như trong một tập thể xã hội (ví dụ sinh viên của một lớp đại học), các tiêu chuẩn và quy ước khá rõ ràng thì trong tập thể nhất thời (ví dụ đám đông tụ tập ở hồ Gươm sau một trận đấu của đội tuyển bóng đá quốc gia) các tiêu chuẩn, quy ước không được xác lập.
Quần chúng: là tập thể đã được địa phương hóa, là sự tập hợp nhất thời những người có cùng quan điểm chung và thường ảnh hưởng lẫn nhau. Nhà xã hội học Mỹ Herbert Blumer (1900 - 1987) đã chia quần chúng thành bốn loại:
- Quần chúng ngẫu nhiên: đám đông chỉ nhận biết về nhau một cách thoáng qua được tập hợp một cách ngẫu nhiên do có mối quan tâm chung nhất thời. Ví dụ: đám đông đang xem một vụ đánh nhau ngoài phố hay xem rùa hồ Gươm đang nổi lên...
- Quần chúng quy ước: đám đông tham gia một sự kiện có lập chương trình cẩn thận và mặc dù không thể tương tác với nhau nhiều, họ hành động thích hợp với tình hình. Ví dụ: những người tham gia một cuộc bán đấu giá, đám tang...
- Quần chúng biểu cảm: đám đông hình thành do sự kiện gây cảm xúc mạnh đối với họ. Ví dụ: những người tụ tập ở quảng trường trong đêm giao thừa, những người tham gia tưởng niệm nạn nhân của một thảm họa...
- Quần chúng hành động: đám đông tham gia vào những hành động có tính chất bạo lực và phá hoại khi cảm xúc kết hợp đã không kiềm chế được. Ví dụ: đám đông gây ra thảm họa trên sân vận động Heysel năm 1985 trong trận chung kết cúp C1 giữa Juventus F.C. và Liverpool F.C....

Ngoài 4 dạng quần chúng do Herbert Blumer phân loại, các nhà xã hội học còn bổ sung thêm quần chúng phản đối. Đó là những người tham gia vào những hành động để thúc đẩy một số mục tiêu kinh tế, chính trị, xã hội... nào đó như đình công, tẩy chay,... Quần chúng loại này có thể giống như quần chúng quy ước nhưng cũng có thể chuyển sang quần chúng hành động khi cảm xúc bột phát, thậm chí dẫn đến bạo lực hay phá hoại. Quần chúng hành động có một số hành vi đáng quan tâm trong xã hội học là:
- Cuồng nhiệt hoặc hoảng loạn: Cuồng nhiệt là sự tham gia đầy thích thú của quần chúng trong một khoảng thời gian tương đối dài vào một hành động nào đó. Nó khác với sự cuồng nhiệt của đám đông biểu cảm khi xem một chương trình nhạc rock and roll chỉ diễn ra trong khoảng thời gian ngắn hơn. Một ví dụ của sự cuồng nhiệt là làn sóng người đổ xô đến Lục Yên tìm đá đỏ trong thập niên 1990. Trái với sự cuồng nhiệt là khi người ta hành động để hướng tới một cái gì đó, sự hoảng loạn là lúc quần chúng tìm cách tránh một cái gì đó. Sự hoảng loạn có thể xảy ra khi rạp hát, nhà cao tầng... bị cháy hay bị tấn công, khi thị trường chứng khoán sụp đổ... Tuy vậy, sự hoảng loạn có khi còn xảy ra do những nguyên nhân hoàn toàn không có thực. Một ví dụ nổi tiếng là năm 1938, đài CBS, Mỹ phát thanh vở kịch được chuyển thể từ tiểu thuyết khoa học giả tưởng Chiến tranh giữa các thế giới của nhà văn Anh Herbert George Wells. Chương trình này tường thuật y như thật một cuộc tấn công của người sao Hỏa xuống trái đất và chiếm lĩnh thành phố New York. Mặc dù chương trình đã giải thích rằng đó là những chi tiết tưởng tượng nhưng những nghiên cứu sau đó cho thấy khoảng 1/4 số thính giả nghe chương trình đều nghĩ đó là chuyện có thực. Vào thời điểm đó, hàng ngàn người Mỹ hốt hoảng tụ tập với nhau ngoài đường để loan tin "sự tấn công" trong khi tổng đài điện thoại bị quá tải với những lời cảnh báo nhắn gửi cho bạn bè và người thân[2].
- Nổi loạn hay bạo động: là loại hình bạo lực nhất của quần chúng hành động. Nhiều trường hợp là tự phát nhưng cũng có khi do sự kích động, chủ ý của những lãnh tụ chính trị. Hành hình kiểu Lynch là một dạng điển hình của sự nổi loạn.

Ngoài các hành vi của tập thể được địa phương hóa, những tập thể phân tán lại có những hành vi dưới dạng khác:
- Tin đồn: là thông tin không căn cứ phổ biến theo cách không chính thức, thường là bằng lời nói hay truyền miệng.[3] Tin đồn thường mơ hồ và không gắn với thực tế được chứng minh nên rất dễ phát sinh và lan truyền, gần như bất cứ ai cũng có thể làm điều đó. Cũng chính vì không đi kèm với thực tế được chứng minh nên tin đồn cũng có nhiều biến thể, thêm thắt và mang đậm dấu ấn chủ quan của người loan tin. Nhiều tin đồn thậm chí trái ngược nhau cung cấp nhiều thông tin giải thích cho cùng một tình huống gây lẫn lộn, bối rối. Tin đồn cũng rất khó ngăn chặn do lan truyền theo cấp số nhân và cách hữu hiệu nhất để chặn đứng một tin đồn là truyền bá thực tế được chứng minh rõ ràng. Tuy vậy, kể cả trong trường hợp này, không phải bao giờ cũng có được sự đảm bảo rằng tất cả mọi người đều tin đó là sự thật. Một ví dụ khá điển hình là tin đồn về cái chết của Paul McCartney của ban nhạc The Beatles huyền thoại. Tin đồn này lan truyền nhanh chóng trong năm 1969 rằng Paul đã chết trong một tai nạn ô tô ngày 9 tháng 11 năm 1966. Một số "bằng chứng" là: khi lọc tạp âm của đoạn cuối ca khúc Strawberry Fields Forever (album Magical Mystery Tour) có nghe thấy giọng nói "tôi đã chôn Paul"; một tấm ảnh chụp trong album này thì John Lennon, George Harrison và Ringo Starr đội vòng hoa cẩm chướng màu đỏ trong khi Paul đội vòng hoa màu đen... Ngay lập tức, hàng triệu người Mỹ đã xem rất kỹ những album của The Beatles và phát hiện ra các "manh mối" khác: bìa album Sgt. Pepper's Lonely Hearts Club Band có hình ngôi mộ phủ hoa vàng trông giống như cây guitar bass của Paul; ở bìa sau album này chỉ nhìn thấy lưng Paul trong khi thấy gương mặt của ba ca sĩ còn lại.... Rất nhiều người đã tin rằng Paul đã chết và The Beatles đã bí mật thay thế bằng một người khác có nhân dạng tương tự. Thậm chí sau khi chính Paul McCartney trả lời phỏng vấn tạp chí Time để cải chính và phủ nhận tin đồn thì số báo này còn được xem là không đáng tin cậy. "Quả thật, hàng ngàn bạn đọc nhận xét, trên trang kế bên có ảnh chụp của McCartney, là dòng quảng cáo một loại ô tô cụ thể. Cầm tờ báo soi dưới ánh đèn, người ta thấy hình một chiếc ô tô xuyên qua ngực của McCartney hướng về phía đầu ca sĩ này."[4] Một kiểu tin đồn trong phạm vi hẹp hơn và thường liên quan đến đời tư người khác là chuyện tầm phào. Cũng như trong tin đồn, ở chuyện tầm phào, các cá nhân có xu hướng muốn chứng tỏ sự quan trọng của mình thông qua việc bản thân được tiếp cận với nguồn thông tin trong khi những người khác thì không.

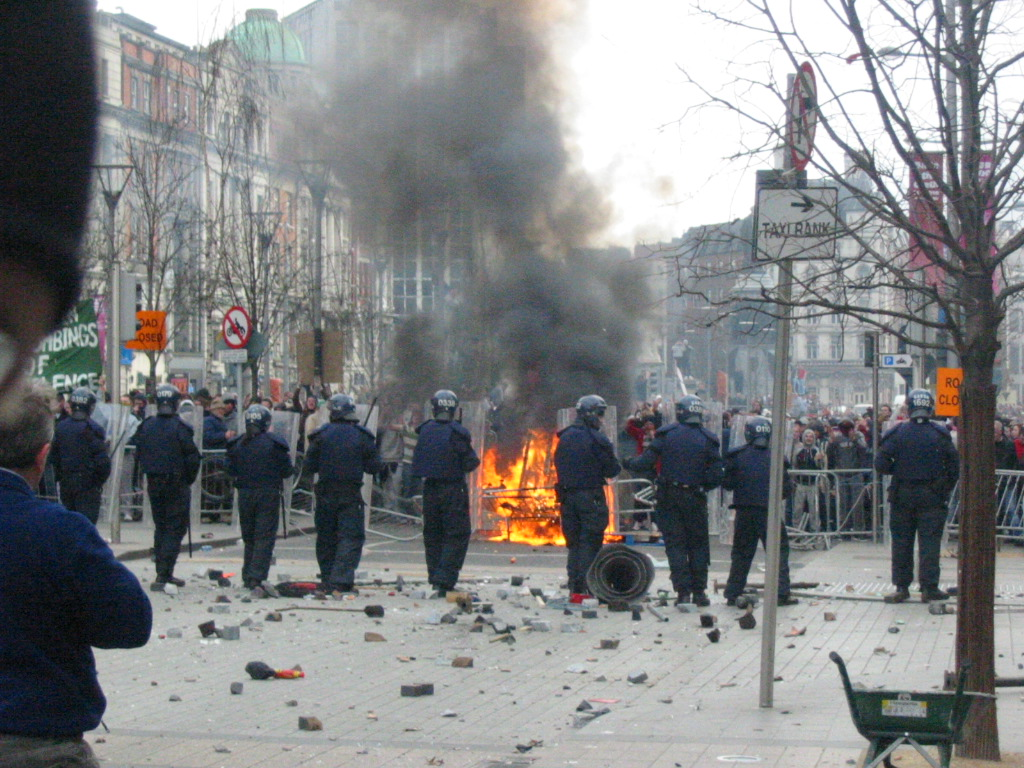
Bạo loạn và phá hoại, hình thức bạo lực nhất của quần chúng hành động

- Dư luận: là thái độ của con người trong xã hội về một hay nhiều vấn đề gây tranh cãi[5]. Trong hành vi này, những cá nhân sống phân tán khắp nơi trong xã hội được liên kết lại thành quần chúng bởi mối quan tâm chung. Mối quan tâm đó thường là những vấn đề xã hội như ô nhiễm môi trường, mại dâm, chính sách giáo dục....Do các vấn đề xã hội rất phức tạp nên thái độ của quần chúng đối với chúng cũng khác nhau. Để phân tích, đánh giá dư luận nhằm ra quyết định, người ta thường tổ chức thăm dò dư luận bằng các hình thức khác nhau. Chính quyền hoặc những tổ chức, cá nhân có ảnh hưởng quan trọng trong xã hội còn có thể hướng dẫn, định hình dư luận bằng các phát biểu hoặc biện pháp tuyên truyền.
- Thời trang và mốt nhất thời: thời trang là mẫu xã hội được nhiều người ưa chuộng trong một thời gian[6]. Thời trang không chỉ là quần áo, đồ trang sức, kiểu tóc...mà nó đi vào mọi khía cạnh của đời sống ở những nơi mà sự lựa chọn không bị chi phối bởi nhu cầu bức thiết[7]. Nhìn chung, nó biểu thị đặc điểm của nghệ thuật từ hội họa, âm nhạc, phim, sân khấu, văn học... cho đến xe cộ, đồ uống, thậm chí thú nuôi...Mốt nhất thời là những cấu trúc tạm thời của những hành vi liên quan đến một số đông người, nó độc lập với các khuynh hướng trước đó và cũng không là nguyên nhân của các khuynh hướng sau đó. Mốt nhất thời tồn tại ngắn ngủi và do độc lập với các xu hướng trước đó nên nhìn chung không theo quy ước. Tính không theo dòng lịch sử của mốt nhất thời là đặc điểm khác biệt của nó so với thời trang. Đồ chơi hình khối Rubik có thể coi là một ví dụ về mốt nhất thời, nó đã từng là sự đam mê trong một thời gian ngắn rồi gần như biến mất. Trong thực tế, hợp thời trang thường là lời khen trong khi theo mốt nhất thời lại hàm ý chê trách.
- Phong trào xã hội: là hoạt động tổ chức nhằm khuyến khích, thúc đẩy hoặc ngăn cản một số thứ nguyên thay đổi xã hội. Phong trào xã hội khác với tất cả những hình thức khác của hành vi tập thể ở ba đặc điểm: mức độ tổ chức nội bộ cao hơn; thời gian thường kéo dài hơn và nỗ lực một cách thận trọng hơn để định hình tổ chức của chính xã hội. Phong trào xã hội xoay quanh các vấn đề xã hội là cố gắng thay đổi, cứu vãn, cải cách hoặc triệt để nhất là cách mạng đối với những vấn đề xã hội đó. Nó thường có bốn giai đoạn: xuất hiện, hợp nhất, hình thành tổ chức và suy thoái. Sự suy thoái của các phong trào xã hội có thể do nó bị phân hóa, tan rã hay bị trấn áp nhưng cũng có thể do đã thành công, đạt được mục tiêu và không còn lý do để tồn tại. Phong trào xã hội có ảnh hưởng sâu rộng trong xã hội và có quan hệ mật thiết và qua lại với thay đổi xã hội. Phong trào xã hội dẫn đến thay đổi xã hội, ngược lại, thay đổi xã hội cũng khuấy động các phong trào xã hội. Phong trào xã hội vì thế luôn diễn ra trong lòng xã hội, từ những phong trào đòi quyền bình đẳng cho tình dục đồng giới, dùng hàng sản xuất trong nước...cho đến phản đối vũ khí hạt nhân....

## Các lý thuyết nghiên cứu hành vi tập thể

### Lý thuyết tiêm nhiễm
Lý thuyết tiêm nhiễm do nhà xã hội học người Pháp Gustave Le Bon (1841-1931) phát triển. Lý thuyết này cho rằng trong tập thể, cá nhân mất đi nhân dạng của mình, trở thành "người máy", tác động của sự tiêm nhiễm khiến cho xúc cảm của quần chúng thay thế lý trí. Ảnh hưởng này giống như sự thôi miên của quần chúng đối với thành viên. Kiềm chế xã hội theo tiêu chuẩn có thể bị sức mạnh cộng hưởng của quần chúng lấn át và dẫn đến bạo lực, phá hoại. Lý thuyết này tỏ ra đúng trong trường hợp đám đông hỗn tạp và nổi loạn. Tuy nhiên lại có ý kiến phản biện: liệu quần chúng có thể mang cảm xúc, suy nghĩ hoàn toàn khác với từng thành viên tham gia hay không? Trong những đám đông bạo loạn giữa người da trắng và da đen chẳng hạn, hành động phân biệt chủng tộc không phải do quần chúng hình thành mà nằm sẵn trong suy nghĩ của những thành viên tham gia.

### Lý thuyết hội tụ
Lý thuyết này phủ nhận quan điểm của lý thuyết tiêm nhiễm cho rằng quần chúng tạo ra suy nghĩ của bản thân nó và cho rằng sự đoàn kết của quần chúng là kết quả của một yếu tố có trước sự hình thành quần chúng. Quần chúng hình thành như là sự hội tụ của các cá nhân có chung thái độ hoặc mối quan tâm. Khi tham gia vào quần chúng, cá nhân được khuyến khích tham gia vào những hành vi mà trong hoàn cảnh bình thường bị các tiêu chuẩn xã hội kiềm chế. Các thành viên thực ra không phải bị "thôi miên" mà hành động duy lý để đạt đến mục tiêu cụ thể.

### Lý thuyết tiêu chuẩn nổi bật
Còn gọi là lý thuyết quy phạm nổi bật, do Ralph Turner và Lewis Killian đưa ra, lý thuyết này không cho rằng hành vi tập thể hỗn loạn và phi lý như lý thuyết tiêm nhiễm, cũng như không duy lý như lý thuyết hội tụ. Theo lý thuyết này, ở những loại hình quần chúng không ổn định như quần chúng biểu cảm, hành động và phản đối, khuynh hướng tiêu chuẩn mơ hồ đến mức tiêu chuẩn định hướng hành vi trở nên nổi bật trong tình huống này. Tiêu chuẩn định hướng có thể do một vài người đứng đầu đưa ra và nhanh chóng được những người khác chấp nhận. Ví dụ: một vài người trong đám đông tức giận ném gạch đá vào các cửa kính thì một vụ phá hoại rất có thể sẽ xảy ra khi những người khác lập tức làm theo..

### Các lý thuyết về phong trào xã hội

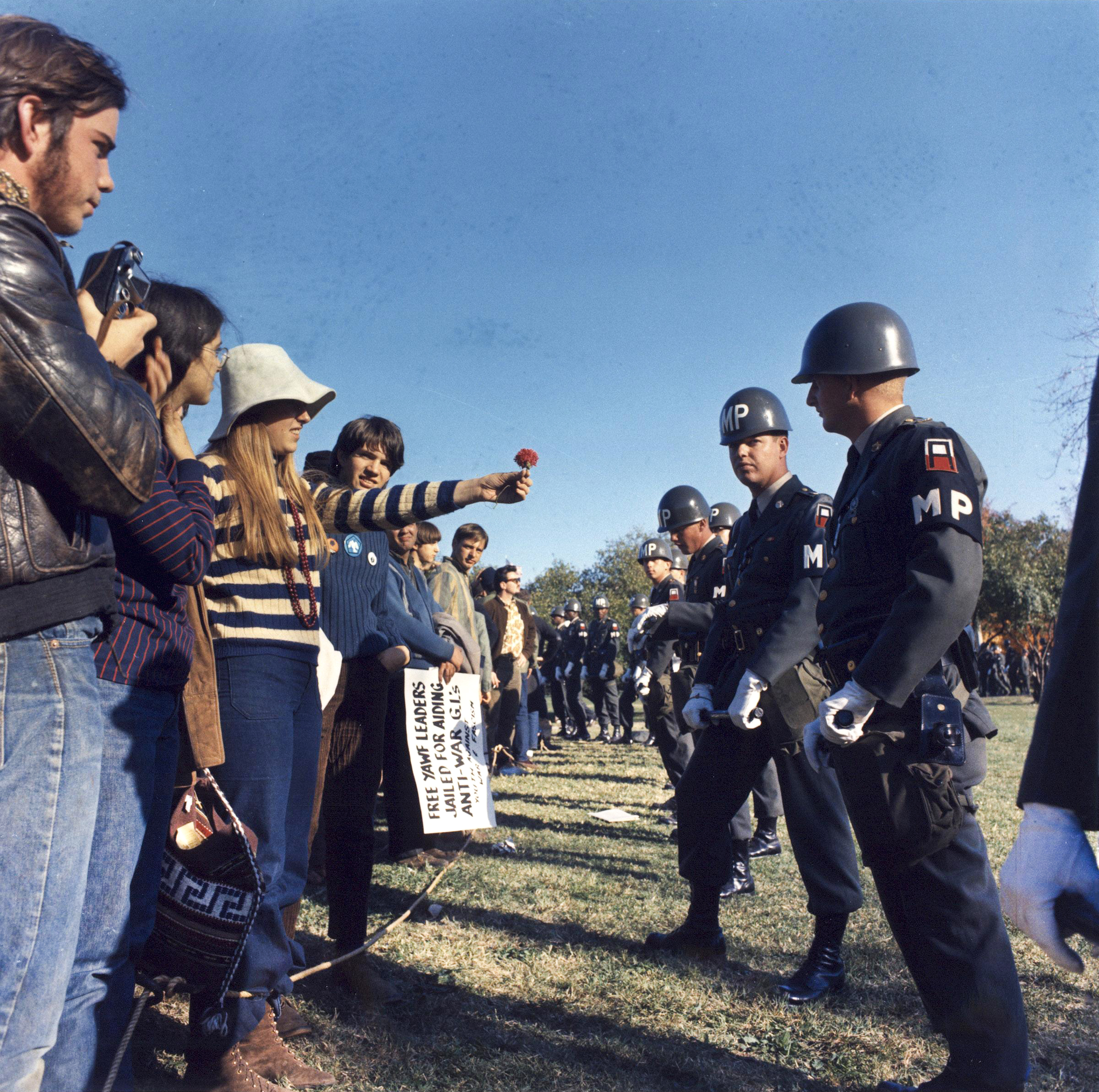
Biểu tình chống chiến tranh Việt Nam, hành động của một phong trào xã hội tại Mỹ thời kỳ đó

Bốn lý thuyết đáng chú ý dưới đây phân tích các yếu tố khác nhau của sự hình thành phong trào xã hội với những cách tiếp cận khác nhau. 
- Lý thuyết tước đoạt: lý thuyết này cho rằng phong trào xã hội phát sinh khi nhiều người cảm thấy rằng họ bị tước đoạt những gì cần thiết đối với hạnh phúc của mình. Nhũng thứ đó có thể là quyền lợi kinh tế, quyền lợi chính trị, giá trị xã hội...Do vậy họ tham gia vào các phong tròa xã hội nhằm giành được những gì mà họ cho là công bằng hơn. Theo Karl Marx, công nhân bị bóc lột, tước đoạt sẽ tổ chức chống lại chủ nghĩa tư bản. Cần lưu ý rằng, sự tước đoạt có ý nghĩa tương đối, không hàm ý số tiền hay quyền lực thực tế mà nó là sự bất lợi trên cơ sở so sánh với người khác hoặc so với tiêu chuẩn.
- Lý thuyết xã hội đại chúng: của giáo sư xã hội học Mỹ William Kornhauser (1925-2004), cho rằng phong trào xã hội hình thành bởi những người bị cô lập xã hội, mất ý nghĩa cá nhân trong xã hội rộng lớn, phức tạp. Trong tình trạng đó, việc tham gia phong trào xã hội mang lại cho cuộc sống của họ ý nghĩa. Tuy nhiên, lý thuyết này thiên về động cơ tâm lý, xem nhẹ mục tiêu thay đổi xã hội của các phong trào.
- Lý thuyết căng thẳng cấu trúc: do Neil Smelser phát triển, lý thuyết này nhận diện sáu yếu tố để phong trào xã hội phát triển, những yếu tố này hiện diện càng nhiều thì phong trào xã hội càng dễ nảy sinh. Sáu yếu tố đó là: cấu trúc nội tại của xã hội đưa đến các vấn đề xã hội (ví dụ: phong trào chống vũ khí hạt nhân xuất hiện do nguy cơ bùng nổ chiến tranh hạt nhân); sự căng thẳng của cấu trúc xã hội (ví dụ: mâu thuẫn giữa trách nhiệm của chính phủ là đảm bảo an toàn cho công dân với chính sách chạy đua vũ trang); các phát biểu, phân tích về vấn đề xã hội; các nhân tố thúc đẩy (ví dụ một sự kiện nổi bật nào đó xảy ra); sự động viên hành động (ví dụ các tổ chức nhóm họp, rải truyền đơn...) và cuối cùng tình trạng thiếu kiểm soát xã hội.
- Lý thuyết huy động nguồn lực: chỉ ra điều kiện cần thiết để phong trào xã hội hình thành và phát triển là khả năng huy động được các nguồn lực. Nguồn lực ở đây bao gồm nguồn lực tài chính, con người, điều kiện thông tin, tiếp xúc xã hội với những người có thế lực và phương tiện truyền thông đại chúng, hình ảnh trong công chúng....